# لمور پشمالوی بماراها
 لمور پشمالوی بماراها (نام علمی: Avahi cleesei) نام یک گونه از تیره ایندیریان است.